# Олешанська волость
Олешнянська волость — адміністративно-територіальна одиниця Лебединського повіту Харківської губернії.
Станом на 1885 рік — складалася з 10 поселень, 7 сільських громад. Населення — 4537 осіб (2256 чоловічої статі та 2281 — жіночої), 857 дворових господарств.
|                     | Площа, десятин | У тому числі орної, дес. |
| ------------------- | -------------- | ------------------------ |
| Сільських громад    | 8266           | 5948                     |
| Приватної власності | 1514           | 432                      |
| Іншої власності     | 1169           | 732                      |
| Загалом             | 10949          | 7112                     |

На 1862 рік до складу волості входили:
- село Горяйстівка;
- село Новопостроєне;
- хутір Распопин;
- слобода Олешня;
- хутір Розсохувате;
- хутір Довжик;
- хутір Хмелівець;
- хутір Мартинівка;
- хутір Золотарівка;
- хутір Бабіївка;
- хутір Артемівка;
- хутір Зубівка;
- хутір Бузовин;
- хутір Гончарів;
- хутір Дегтярів;
- хутір Груньский;
- хутір Бардаків;
- хутір П'яткін;
- село Воздвиженське.

Основне поселення волості станом на 1885:
- Олешня — колишня державна слобода при річці Олешня за 25 верст від повітового міста, 2872 особи, 543 дворів, 2 православні церкви, лікарня, поштова станція, 4 лавки, базари, 4 ярмарки на рік.

Найбільше поселення волості станом на 1914 рік:
- село Олешня — 5222 мешканці;

Старшиною волості був Кияшко Андрій Аврамович, волосним писарем — Веревченко Іван Пилипович, головою волосного суду — Римар Яким Тимофійович.